# Course sur circuit

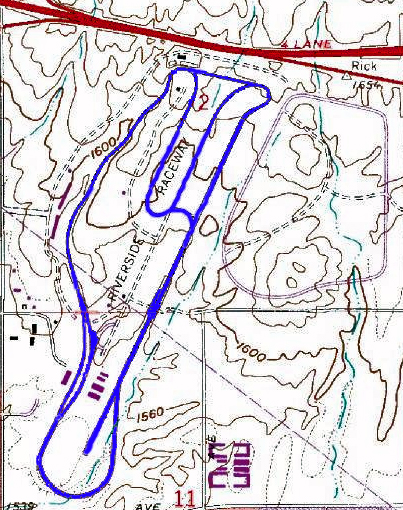
Riverside International Raceway était un exemple de parcours routier

Les courses sur circuit, à l'origine « courses sur route » (traduction de l'anglais « road racing » par opposition à « track racing »), sont une forme de compétition de sports mécaniques qui se déroule sur routes bitumées fermées ou circuits au tracé routier. Les courses peuvent avoir lieu soit sur un circuit permanent, soit sur un circuit temporaire utilisant des routes ou rues publiques fermées à la circulation pour l'organisation de l'événement. À l'origine, ces courses se déroulaient presque entièrement sur la voie publique, mais des problèmes de sécurité pour les spectateurs conduisirent le transfert de la plupart de ces épreuves sur des circuits de compétition conçus spécialement.
L'origine de ces courses sur route se situe en Europe occidentale et en Grande-Bretagne ou les véhicules motorisés sont devenus plus courants au début du XXe siècle. Après la Seconde Guerre mondiale des Grands Prix automobiles sur circuit ont été organisés en compétition appelée championnat du monde de Formule 1 sous l'autorité de la Fédération Internationale de l'Automobile (FIA) tandis que des courses de motos sur circuit le furent dans le cadre de Grands Prix moto, maintenant appelés MotoGP, sous l'autorité de la Fédération Internationale de Motocyclisme (FIM). Le succès et la popularité des courses sur circuits ont permis à ces sports mécaniques de se diffuser à travers le monde, des courses de Grand Prix sur circuit s'étant déroulées sur les six continents. Il existe d'autres variantes de ces courses sur circuit qui comprennent les courses de voitures de sport, de tourisme, de Superbikes, de camions, de karts et des courses d'endurance.

## Histoire des courses sur route

### Les premières courses sur route

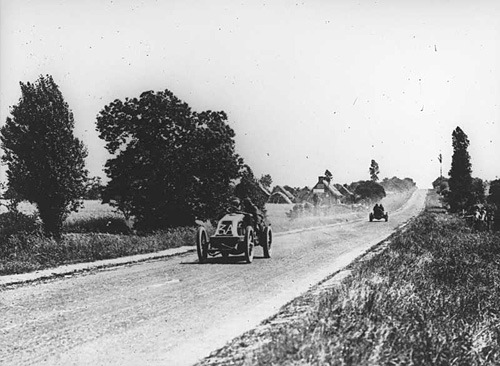
Automobiles participant au Grand Prix de France en 1906.

Le Paris-Rouen, première course automobile organisée, a eu lieu en France le 22 juillet 1894,,. La première course aux États-Unis était une compétition de 54 milles entre Chicago et Evanston, Illinois, aller-retour, le 27 novembre 1895 . En 1905, la Coupe Gordon Bennett, organisée par l'Automobile Club de France, était considérée comme la course la plus importante au monde . En 1904, l'Association Internationale des Automobiles Clubs Reconnus fut formée par plusieurs clubs automobiles européens. En 1904, la FIM créa la coupe internationale des motos,. La première course internationale de moto sur route eu lieu en 1905 à Dourdan, en France. En 1906 à la suite d'un désaccord avec les organisateurs de la Coupe Bennett sur une réglementation limitant le nombre de participants, les constructeurs automobiles français réagirent en organisant la première course du Grand Prix de France au Mans . La première course d'endurance des 24 Heures du Mans eu lieu en 1923.

### Évolution des courses
La grande majorité des courses sur route se déroulaient sur de longs circuits de routes publiques fermées, et non sur des circuits de course spécialement conçus. Ce fut le cas pour
- le Grand Prix de France 1906 sur le circuit du Mans,
- la Targa Florio parcourue sur 150 km de routes siciliennes,
- les 121 km du circuit allemand du Kaiserpreis dans les montagnes du Taunus,
- les 77 km du circuit de Dieppe pour le Grand Prix de 1907
- et le circuit routier moto du Tourist Trophy sur l'île de Man utilisé pour la première fois en 1907[13],[14],[15].

Les exceptions étaient le circuit ovale fortement incliné de Brooklands en Angleterre, achevé en 1906, l'Indianapolis Motor Speedway, et les tracés ovales inclinées construits en Europe de Monza (1922) et Montlhéry (1924),,,.
Les courses sur route sur la voie publique furent interdites en Grande-Bretagne en 1925 lorsqu'un spectateur fut blessé lors du Kop Hill Climb. Le Royal Automobile Club (RAC) et l'Auto-Cycle Union (ACU) cessèrent de délivrer des permis pour les courses sur la voie publique, une politique qui n'a pas changé à ce jour. Donington Park fut le premier circuit fermé permanent au Royaume-Uni ou la première course de moto se tient en 1931. À mesure que les technologies automobile et moto s'amélioraient, les coureurs commencèrent à atteindre des vitesses de plus en plus élevées, provoquant un nombre croissant d'accidents sur des routes non conçues pour des véhicules motorisés,. Au fil des ans les préoccupations en matière de sécurité publique ont finalement fait baisser le nombre d'événements de course sur routes publiques en Europe. Les Mille Miglia était une exception notable qui a pu se poursuivre jusqu'en 1957.
À la fin de la Première Guerre mondiale, les compétitions sur route pour auto et moto prirent des directions différentes en Europe et en Amérique du Nord,. Aux États-Unis, les courses automobiles se déroulaient généralement sur des pistes ovales comme l'Indianapolis Motor Speedway ou le Milwaukee Mile. Les courses de motos américaines d'avant-guerre se déroulaient principalement sur des pistes de terre, utilisant des hippodromes de courses de chevaux largement disponibles. D'autres types de courses aux États-Unis se sont également développées comme le stock-car et les courses de dragsters.

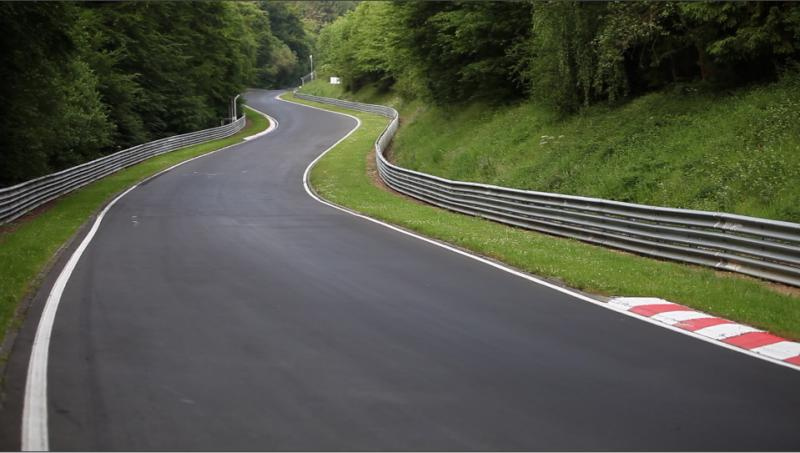
Une section du Nürburgring.

Les traditionnelles courses sur route en Europe, en Amérique du Sud, en Grande-Bretagne et dans les pays du Commonwealth britannique se développèrent autour de courses organisées sur des routes publiques asphaltées comme le circuit de la Sarthe près du Mans, en France, le circuit de Spa-Francorchamps en Belgique et le circuit du Mont Panorama en Australie.Certains circuits européens étaient situés dans des régions montagneuses où la topographie impliquait de nombreuses courbes et changements d'altitude, permettant la création de tracés sinueux et vallonnés tels que le Nürburgring dans les montagnes de l'Eifel en Allemagne et le Circuit de Charade dans la Chaîne des Puys du Massif Central en France. Ces circuits présentaient un tel défi qu'ils étaient à la fois redoutés et respectés par les compétiteurs. Les 20,8 km du tracés du Nürburgring avec plus de 300 mètre de dénivelé entre ses points les plus bas et les plus hauts, a été surnommé « L'enfer vert » par Jackie Stewart, en raison de sa nature difficile. Le tracé sinueux du circuit de Charade a poussé certains pilotes comme Jochen Rindt lors du Grand Prix de France 1969 à se plaindre du mal des transports et à porter des casques ouverts pour pévenir des nausées.

### L'après-guerre

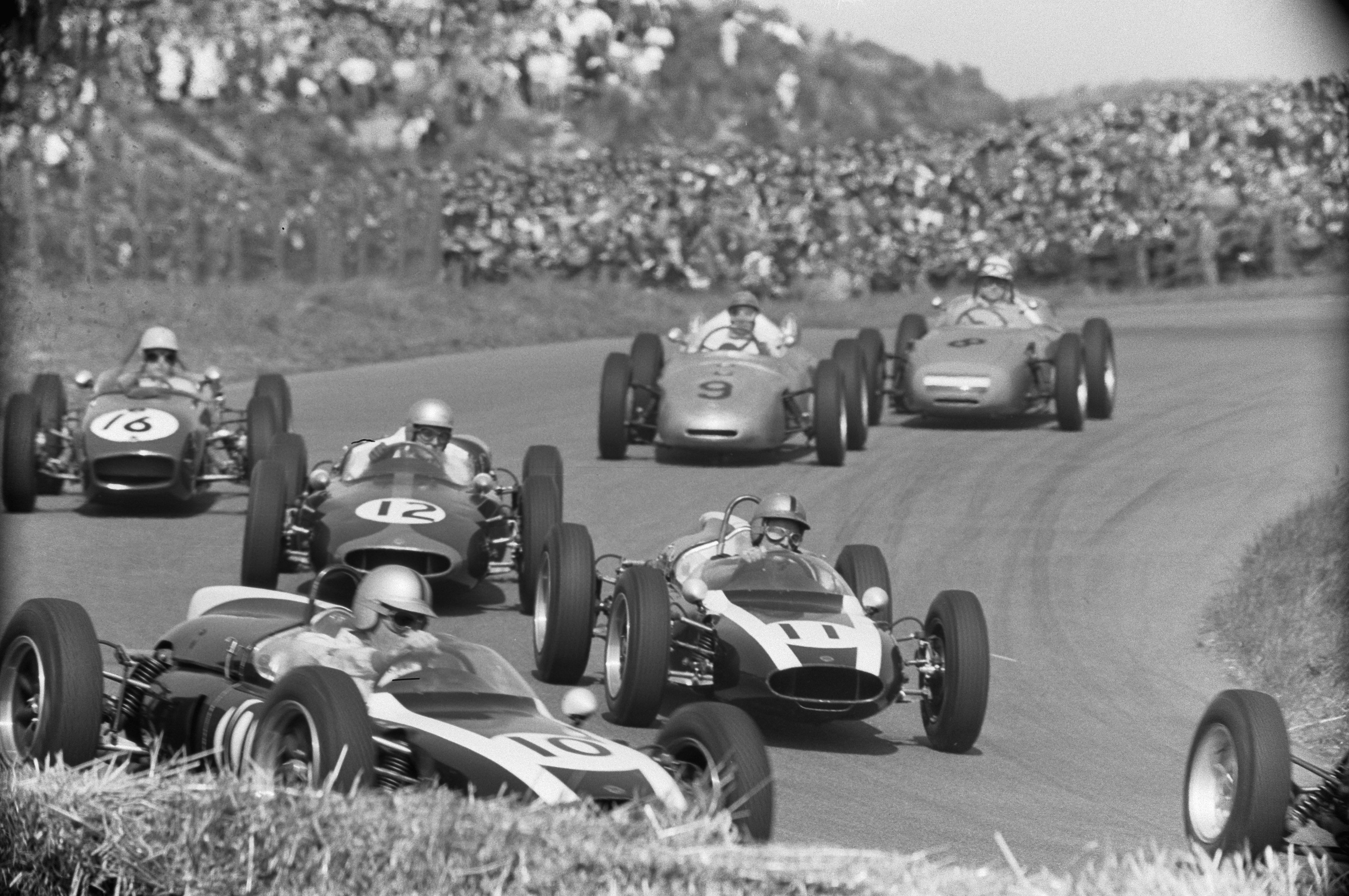
Formule 1 lors du Grand Prix de Hollande 1961.

En 1949, la FIM débuta le championnat du monde de course de motos Grand Prix avec le Touris Trophy de l'île de Man comme événement inaugural,. À l'exception du circuit de Monza, toutes les courses de Grand Prix se déroulaient sur des tracés de rue. L'Association Internationale des Automobiles Clubs Reconnus fut rebaptisée Fédération Internationale de l'Automobile en 1946 et des plans furent élaborés pour un championnat du monde de course sur route. En 1950, la FIA créa le championnat du monde de Formule 1, une compétition de sept manches qui comprenait les 500 Miles d'Indianapolis ,. Le championnat des constructeurs de Formule 1 débuta en 1955. Les courses automobiles furent temporairement interdite dans plusieurs pays après le drame survenu lors de l'édition des 24 Heures du Mans 1955. La tragédie a souligné la nécessité d'améliorer les normes de sécurité pour les pilotes comme pour les spectateurs. Toutefois la sécurité demeurera un réel problème tout au long des années 1960 et 1970.
Le succès de pilotes américains tels que Phil Hill et Dan Gurney en Formule 1 à la fin des années 1950 suscitèrent un regain d'intérêt pour les courses sur route aux États-Unis et conduisit à la construction de nouveaux circuits sur route tels que le Riverside International Raceway, Road America et Laguna Seca. Le Grand Prix moto des États-Unis 1964 eu lieu au Daytona International Speedway et conduisit à une visibilité internationale accrue pour la Daytona 200 culminant en 1974 avec la victoire du champion du monde Giacomo Agostini à quinze reprises.

### Risques en course et sécurité
Le championnat de Formule 1 connu une de ses pires tragédies lors du Grand Prix d'Italie 1961 à Monza, lorsque le pilote Wolfgang von Trips perdit le contrôle de sa Ferrari et s'écrasa dans un stand plein de spectateurs, tuant 15 personnes et perdant lui-même la vie,. En 1970, Jochen Rindt remporta le championnat des pilotes de Formule 1 à titre posthume, le seul homme dans l'histoire de la compétition, soulignant les risques persistants associés aux courses sur route.
Lorsque le pilote de moto Gilberto Parlotti (en) fut tué alors qu'il participait au TT de l'île de Man 1972, cela déclencha le boycott du multiple champion du monde, Giacomo Agostini, ami proche de Parlotti. Cette compétition, la plus prestigieuse de l'année, fut dès lors de plus en plus boycotté par les meilleurs pilotes. En 1976, le Tourist Trophy face à la pression d'une demande de sécurité accrue dans les épreuves de course, perdit son statut de course du championnat du monde en étant révoqué par la FIM.

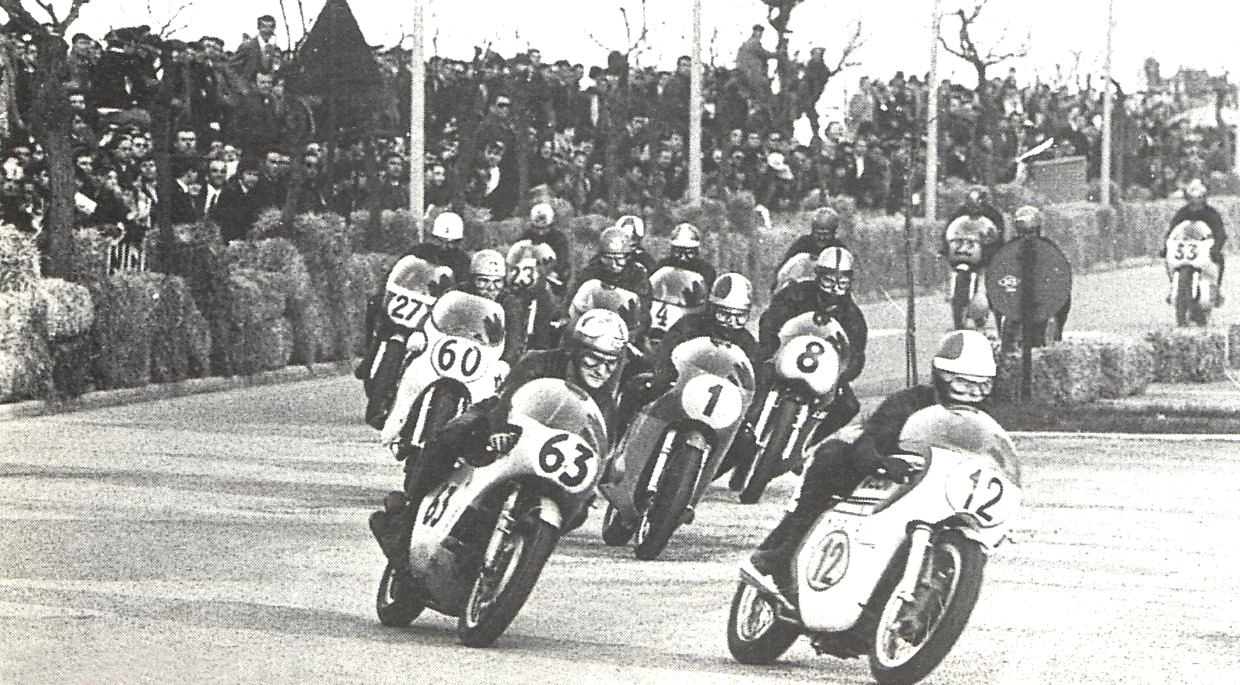
Les motards participent à une course sur route en 1969 sur le circuit de Riccione en Italie.

Un autre incident de course se produisit à Monza lors du Grand Prix d'Italie moto de 1973, lorsqu'un accident de course coûta la vie aux champions du monde Jarno Saarinen et Renzo Pasolini. Après l'accident de von Trips en 1961, le circuit de Monza fut bordé de barrières en acier sur la demande des coureurs automobiles. La plupart des coureurs automobiles pensaient que les barrières en acier amélioreraient la sécurité des pilotes et des spectateurs, mais elles eurent l'effet inverse pour les motards et s'avérèrent fatales pour Saarinen et Pasolini .
Les dangers des circuits sur route ont été exposés davantage lors du Grand Prix d'Espagne 1975 organisé sur le circuit sinueux et bordé d'arbres de Montjuich à Barcelone. Les pilotes constatèrent que les barrières de sécurité du circuit avaient été mal installées et menacèrent d'une grève si les barrières n'étaient pas mises aux normes. Sous la pression des organisateurs, la course commença avant d'être arrêtée après 29 tours lorsqu'une voiture fonça dans la foule, tuant quatre spectateurs.

### Améliorations de la sécurité
À la fin des années 1970, la popularité des courses de Grand Prix sur route attira des sponsors commerciaux et des contrats de télévision lucratifs qui conduisirent à un niveau de professionnalisme accru,. Les pilotes sur route s'organisèrent pour exiger que des réglementations de sécurité plus strictes soient adoptées par les organismes de tutelle en ce qui concernait la sécurité des pistes et plus d'exigences sur les organisateurs de courses. Les circuits qui étaient à l'origine des voies publiques furent modifiés pour inclure des chicanes et des zones de dégagement tandis que certains circuits furent raccourcis pour réduire la quantité de personnel de sécurité nécessaire à l'évènement. Ces changements entraînèrent une diminution spectaculaire des accidents et des décès .

### Course sur route moderne sur la voie publique
Dans les années 1980, les Grands Prix moto et les courses de Formule 1 se déroulaient sur des circuits de course spécialement conçus, à l'exception du Grand Prix de Monaco organisé dans les rues de la ville de Monaco. Les circuits en ville tels que le circuit de Montjuïc et celui d'Opatija avec leurs nombreux obstacles inamovibles, tels que des arbres, des murs en pierre, des lampadaires et des bâtiments, furent progressivement retirés du calendrier des compétitions des championnats du monde,.
Bien que les événements organisés sur des routes publiques fermées comme le Tourist Trophy de l'île de Man aient perdu leur statut de manche du championnat du monde en raison d'accidents mortels répétés, leur popularité continua de prospérer, donnant une branche de la course sur route connue sous le nom de « Traditional Road Racing ». Les courses sur route traditionnelles sur des voies publiques fermées restent populaires au Royaume-Uni, en Nouvelle-Zélande et dans certaines parties de l'Europe. Le Duke Road Racing Rankings (en) fut créé en 2002 pour établir un classement des pilotes dans les épreuves traditionnelles de course sur route motocycliste comme le Tourist Trophy, la North West 200, le Grand Prix d'Ulster, la Tandragee 100, la Southern 100 et le Grand Prix moto de Macao.
En Formule 1, les circuits en ville ont fait leur grand retour avec le circuit du Grand Prix de Melbourne et le circuit de Bakou (suivis par d'autres au cours des années, comme ceux de Singapour, Miami, puis Las Vegas), rejoignant celui de Monaco dans le cadre du championnat du monde.
Par contre, pour des raisons de sécurité, aucun circuit « de rue » n'est utilisé pour les Grands Prix moto du championnat du monde.

## Développement des courses sur circuit

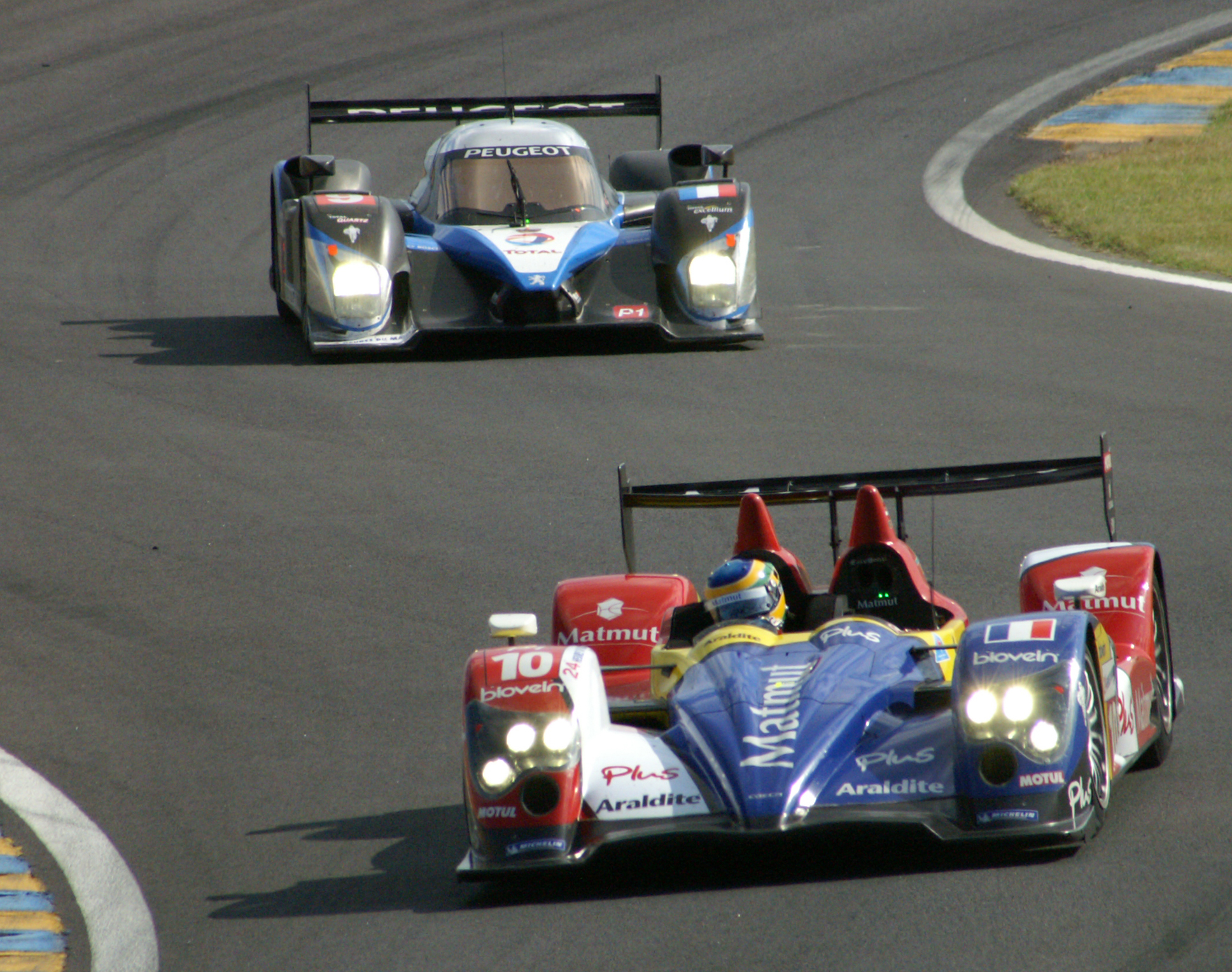
Des voitures de sport négocient des courbes lors d'une course sur circuit.

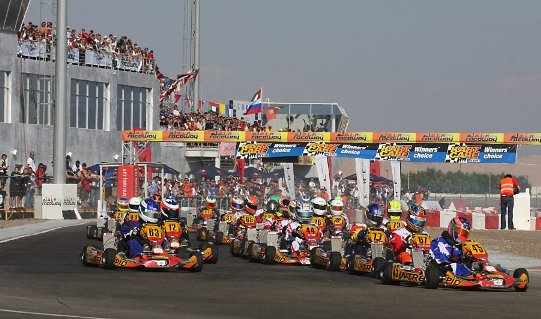
Kartings participant à une course sur circuit.

La popularité de la Formule 1 et des courses de Grand Prix moto a conduit à la formation de championnats du monde de course sur circuit pour d'autres types de véhicules. En 1953, la FIA sanctionna un championnat du monde de course de voitures de sport qui combinait les 24 Heures du Mans, les Mille Miglia, les 12 Heures de Sebring, les 24 Heures de Spa et les 1 000 km du Nurburgring. La NASCAR tint sa première course sur circuit routier en 1957 sur le circuit Watkins Glen International avec Buddy Baker comme vainqueur. La FIA a lancé le championnat d'Europe des voitures de tourisme en 1963.
La FIA a créé la Commission internationale de karting (CIK) en 1962 et, en 1964, le premier championnat du monde de karting CIK a été remporté par Guido Sala,. Le karting est devenu une étape importante dans la formation et le développement des pilotes de circuit. Le championnat d'Europe de courses de camions a été fondé en 1985 . Un championnat du monde Superbike pour motos de production sur circuit a été créé en 1988.
Au fur et à mesure que la course sur circuit gagnait en popularité, elle finit par s'étendre à travers le monde avec des courses sur circuit pour des Grand Prix sur six continents. L'expansion des séries de Formule 1 et de MotoGP entraîna la construction de circuits dédiés au Moyen-Orient (comme au Qatar, à Bahreïn, Abou Dabi, Arabie saoudite), en Malaisie (circuit de Sepang), en Chine (circuit de Shanghai), et autres.

## Course sur circuit en Amérique du Nord

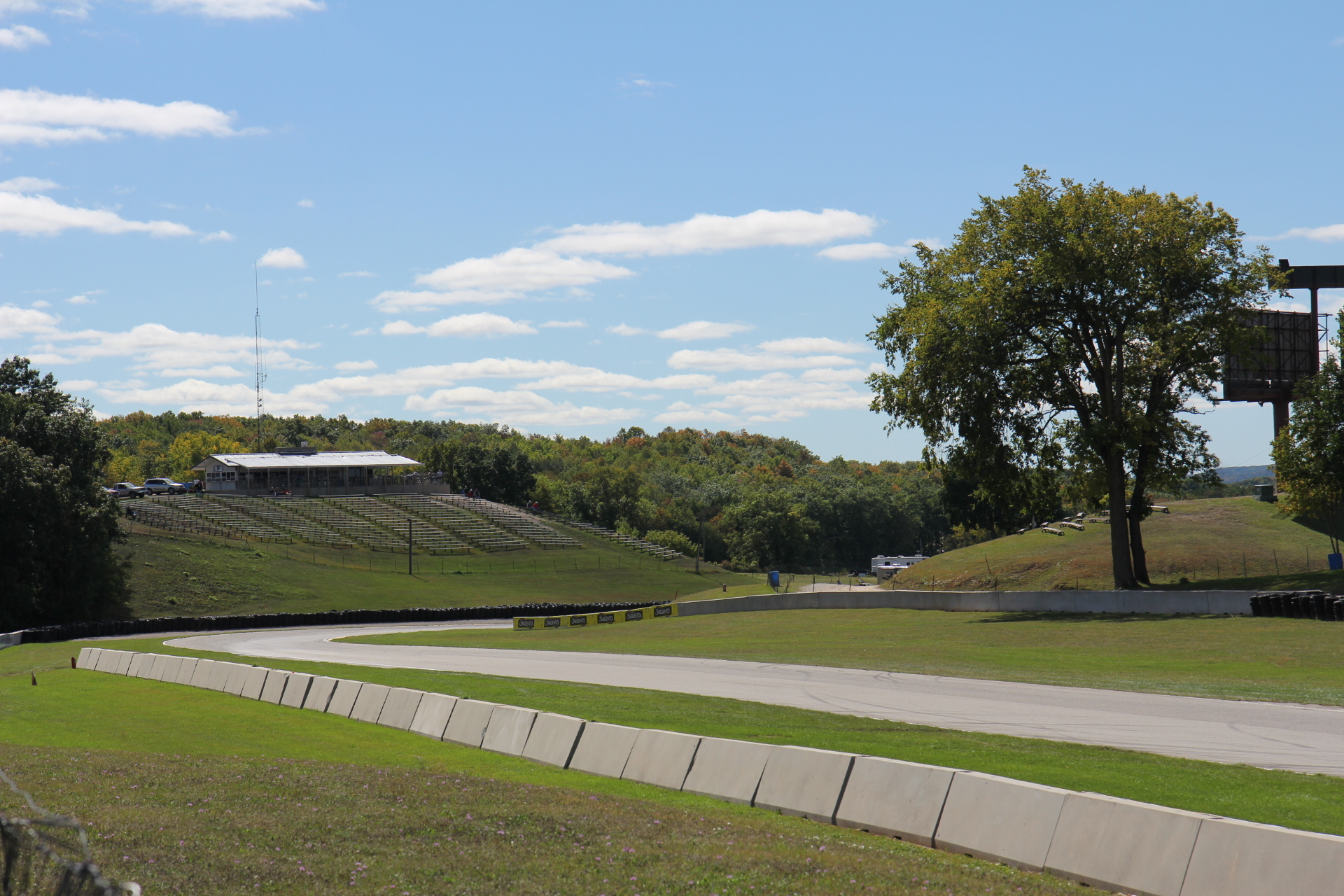
Road America, un parcours routier.

Il existait une longue tradition de courses sur route utilisant des voies publiques en Amérique du Nord. La définition du terme a cependant changé avec le temps, avec la domination croissante des courses sur ovales. Désormais[Quand ?], le terme « parcours routier » est souvent utilisé comme une notion englobant tout circuit qui n'est pas un ovale, avec même des circuits combinés (ou « rovals », comme on peut parfois les appeler) tels que pour les 24 Heures de Daytona pour les voitures de sport. Les tracés routiers américains contemporains les plus célèbres sont construits à cet effet. Certains ont fait évoluer leur tracé traditionnel original comme le Riverside International Raceway à Riverside, Californie (fermé depuis 1989), Watkins Glen International à Watkins Glen, New York, Road America à Elkhart Lake, Wisconsin et le Sonoma Raceway à Sonoma, Californie. Aux États-Unis, un circuit routier permanent et spécialement conçu (pas spécifiquement un circuit de rue) est parfois défini comme un parcours sur route « naturel » ou « spécifique »[réf. nécessaire].
En 1933 après quelques décennies d'événements sportifs, trois fils de Barron Collier (Barron, Miles et Samuel) fondèrent l'Automobile Racing Club of America. En 1944 cette organisation est devenue le Sports Car Club of America. Tout au long de son histoire, des pilotes de voitures de course américains tels que Briggs Cunningham, Lake Underwood, Carroll Shelby et Mark Donohue participèrent à ces épreuves de course sur route.
Le Road Racing Drivers Club fut formé et invitait les membres sur simple nomination. Ses présidents furent Walt Hansgen, Dolph Vilardi, John Gorden Benett, Robert Grossman, Lake Underwood, Mark Donohue, Bob Sharp, Skip Barber, Dave Ammen, Bob Akin, Brian Redman et Bobby Rahal.

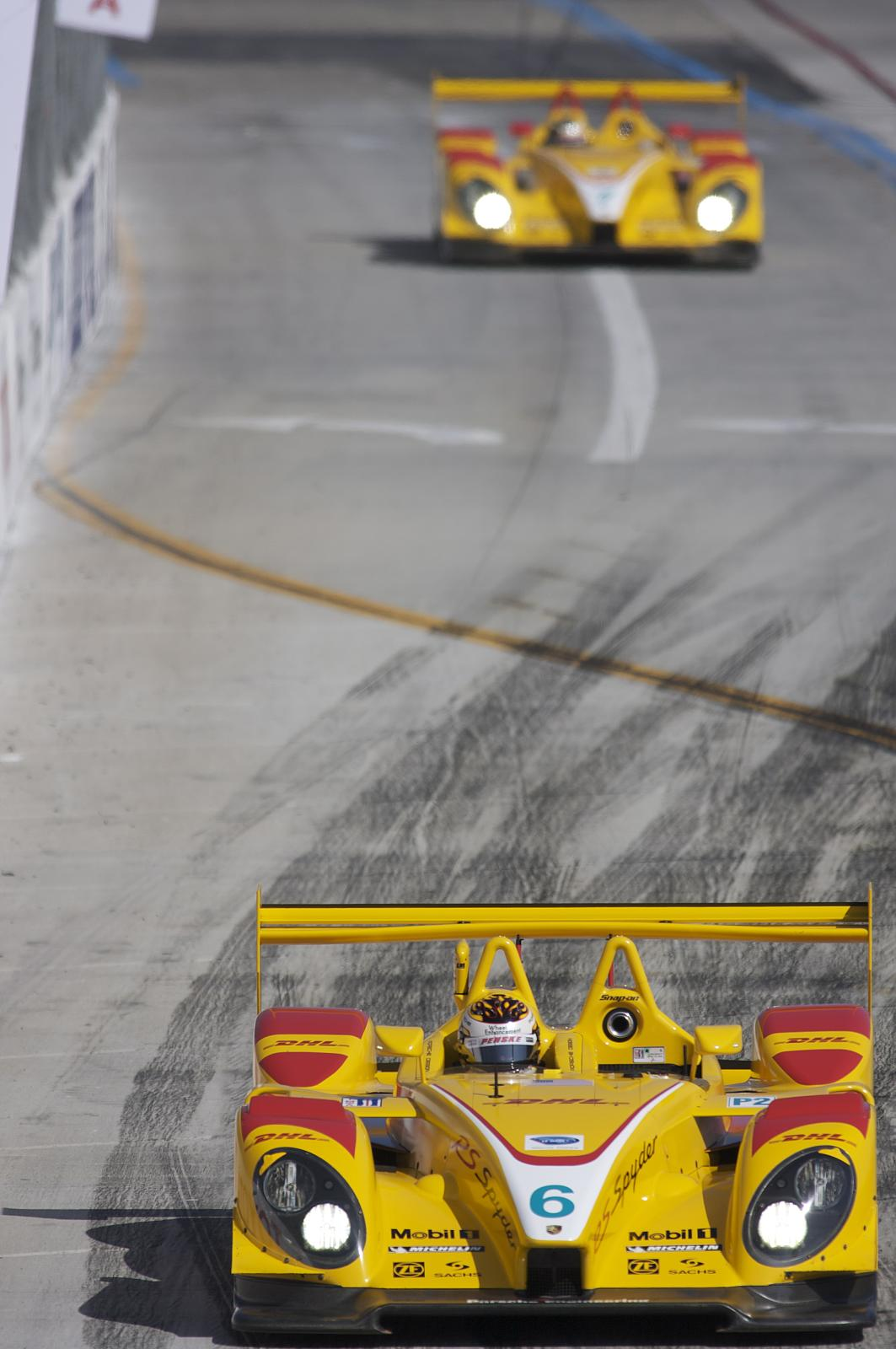
Circuit en ville à Long Beach.

Les circuits routiers spécialement conçus aux États-Unis comprennent :
- l'Alabama's Barber Motorsports Park ;
- l'Utah Motorsports Campus ;
- le Mid-Ohio Sports Car Course ;
- le Connecticut's Lime Rock Park ;
- le California WeatherTech Raceway Laguna Seca ;
- le Road Atlanta ;
- le Texas Circuit of the Americas ;
- l'Oregon's Portland International Raceway, Virginia International Raceway ;
- le New Jersey Motorsports Park.

La course sur circuit urbain ayant fait son grand retour, la course de ce genre la plus célèbre actuellement[Quand ?] organisée est le Grand Prix de Long Beach, se disputant chaque année à Long Beach, Californie. D'autres circuits en ville célèbres en Amérique du Nord comprennent des événements organisés à St. Petersburg, en Floride, à Montréal au Québec, à Détroit, Michigan et à Toronto, Ontario.
Les pistes d'aéroport sont utilisées dans plusieurs circuits routiers temporaires en Amérique du Nord. L'aéroport de Burke Lakefront à Cleveland, Ohio accueillait une course de Champ Car jusqu'en 2007, le parcours de St. Petersburg utilise la piste de l'aéroport Albert Whitted comme ligne droite principale. Le Sebring International Raceway, qui accueille la prestigieuse course de 12 heures en mars, utilise une partie du complexe de pistes de l'ancien aérodrome militaire de Sebring en Floride, bien que l'aéroport civil actuel se trouve en dehors de la piste, en travers de l'ancien aérodrome. Plus récemment, l'Edmonton Indy eu lieu sur les pistes de l' aéroport d'Edmonton City Centre à Edmonton en Alberta.